# Fire Twister – Feuerhölle L.A.
Fire Twister – Feuerhölle L.A. (Originaltitel: Fire Twister) ist ein US-amerikanisch-kanadischer Low-Budget-Katastrophenfilm, der am 21. Juni 2015 in den Niederlanden seine Premiere feierte.

## Handlung
Der Film beginnt mit einer Aktion der Umweltschützergruppe Eco, die aus Scott, einem ehemaligen Feuerwehrmann, Clara, einer Klimawissenschaftlerin, sowie Jason und Barbie besteht. Die Gruppe entrollt ein Banner gegen Öl-Förderung an einer Speicheranlage der Öl-Firma Synco. Dabei entdecken sie eine Bombe, die dort platziert wurde und können flüchten, ehe diese explodiert. Aus der Explosion entsteht daraufhin der sogenannte Fire Twister, ein Tornado aus Flammen, der auf das nahegelegene Los Angeles steuert und immense Zerstörung anrichtet.
Bei ihrer Flucht vor dem Tornado werden die Umweltaktivisten von CIA-Agenten beschossen, die auch für die Bombe verantwortlich waren, und flüchten sich in einen Park. Dort treffen sie auf den Synco-Ingenieur Anthony, der sie darüber unterrichtet, dass in dem Tank ein neuer Treibstoff gelagert wurde, der sehr lange brennt, sodass der Tornado nicht erlöschen werde.
Die Eco-Mitglieder folgen anschließend dem Fire Twister nach Los Angeles, wo er große Zerstörung anrichtet und beinahe auch die Aktivisten getötet hätte. Diese stehen außerdem weiterhin unter dem Beschuss der CIA-Agenten, die vom Synco-CEO angewiesen wurden, die Aktivisten zu töten. In einem Fernsehinterview gab der Synco-CEO bekannt, dass die Umweltaktivisten für den Feuersturm verantwortlich seien, sodass nach diesen umgehend gesucht wird. Schließlich werden die Aktivisten von CIA-Agenten gefangen genommen, können aber wieder fliehen.
Unterdessen gelingt es einer Reporterin die wahren Gründe für den Fire Twister ans Licht zu bringen: Der CEO Syncos wurde – vermutlich von einem rivalisierenden Konzern – bezahlt, um Synco zu ruinieren, sodass er den Fire Twister erschuf. Bei ihren unerlaubten Recherchen im Synco-Hauptquartier wird die Reporterin vom CEO Syncos mit einem Golfschläger erschlagen.
Um den Fire Twister aufzuhalten, entfesselt der Ingenieur Anthony eine Explosion nahe dem Feuersturm, bei der er stirbt, aber der Sturm nur an Größe gewinnt. Daraufhin gelingt es aber Scott, durch eine C4-Explosion in einem mit C4 gefüllten Feuerwehrauto im Zentrum des Fire Twisters, diesen aufzuhalten und sich selbst dabei zu retten. Durch eine Axt, die der Sturm aufgewirbelt hatte, wird dabei der Synco-CEO tödlich getroffen.

## Kritik
Der Film erhielt überwiegend schlechte Kritiken. Bei IMDb erhielt er 1/5 Sternen, bei Moviepilot 1,5/5 und bei Amazon 2,5/5.